# Панин, Иван Александрович (двоеборец)
Ива́н Алекса́ндрович Па́нин (22 июля 1987, Уфа) — российский спортсмен, член сборной команды России по лыжному двоеборью (с 2008 года). Мастер спорта России (лыжное двоеборье).
Чемпион России (2013 — спринт, командное первенство, 2016 — командное первенство, 2017 — командный спринт). Серебряный (2011 — спринт, командное первенство, 2016 — командный спринт) и бронзовый (2011—2013 — классика, 2013 — командный спринт, 2017 — командное первенство) призёр чемпионатов России.
Победитель (командное первенство) и бронзовый призёр (классика) Всемирной Универсиады (2011).
Победитель (2011 — лично, командный спринт) и бронзовый призёр (2012 — лично) летних чемпионатов России.
Панин принял участие в семи стартах на трех юниорских чемпионатах мира (2005—2007,лучший результат — пятое место в командных соревнованиях, 28-е в личных — 2006, Кранье). На взрослых международных соревнованиях Панин впервые стартовал в 2008 году на этапе Кубка мира (Куусамо, Финляндия). Всего в Кубке мира провел 32 старта (лучший результат — 12-е место в личном зачете (Рамзау-2011).
Участник двух чемпионатов мира (2009, 2011). Лучший результат — 10-е место в командных соревнованиях (2009). Всего выступил в семи стартах. 2009 год (Либерец, Чехия): командные соревнования К-120 + 4х5 км — 10-е место, гонка Гундерсена К-120 + 10 км — 43-е, масс-старт К-90 + 10 км — 46-е. 2011 год (Холменколлен, Норвегия): гонка Гундерсена К-90 + 10 км — 50-е, команды К-90 + 4х5 км — 11-е, гонка Гундерсена К-120 + 10 км — 45-е, команды К-120 + 10 км — 11-е.
В континентальном Кубке с 2009 года провел 24 старта (максимальное достижение — пятое место по итогам гонки Гундерсена, Гаррашов-2011).
Родился в Уфе. Живёт в Лениногорске, Республика Татарстан. Выступает за «Динамо».
Первый тренер — М. Ахметзянов, сейчас Алексей Чальцев.
Выпускник Елабужского государственного педагогического университета.